# 상드린 보네르
상드린 보네르(프랑스어: Sandrine Bonnaire, 1967년 5월 31일 ~ )는 프랑스의 배우, 영화 감독, 영화 각본가이다.

## 출연 작품
- 우리의 사랑 (1983)
- 경찰 (1985)
- 방랑자 (1985)
- 사탄의 태양 아래 (1987)
- 본능의 두 여인 (1987, Jaune revolver)
- 결백한 사람들 (1987, Les Innocents)
- 무정한 사람 (1988, Peaux de vaches)
- 며칠만 나와 함께 (1988, Quelques jours avec moi)
- 살인 혐의 (1989)
- 프라하 Prague, 1992
- 잔다르크 Ⅰ: 전투 (1994, Jeanne la Pucelle - Les Batailles)
- 잔다르크 Ⅱ : 감금 (1994, Jeanne la Pucelle - Les Prisons)
- 시몽 시네마의 101의 밤 (1995)
- 의식 (1995)
- 은밀한 방어 (1998, Secret défense)
- 거짓말의 빛깔 (1999)
- 동쪽 서쪽 (1999)
- 마드모아젤 (2001, Mademoiselle)
- 그게 인생이야 (2001, C'est la vie)
- 팜므 파탈 (2002)
- 레지스탕스 (2003, Resistance)
- 친밀한 타인들 (2004)
- 기린의 목 (2004, Le Cou de la girafe)
- 팀원 (2004, L'Équipier)
- 가정폭력을 말하라 (2007, Dix films pour en parler)
- 사랑일까요? (2007, Je crois que je l'aime)
- 아이들에게 허락을 맡아 (2007, Demandez la permission aux enfants)
- 아녜스 바르다의 해변 (2008, Les Plages d'Agnès) - 다큐멘터리
- 마크 오브 앤젤 (2008, L'Empreinte)
- 마지막 레슨 (2015)
- 하늘이 기다려 (2016, Le ciel attendra)
- 소녀, 엄마가 되다 (2016, Elles... Les Filles du Plessis)
- 프랑스에서의 한 철 (2017, Une saison en France)
- 세상 속으로 (2019, Voir le jour)
- 아녜스가 말하는 바르다 (2019, Varda par Agnès) - 다큐멘터리
- 레벤느망 (2021)